# オム・テグ
オム・テグ（朝: 엄 태구、1983年11月9日 - ）は、韓国の俳優。TEAMHOPE所属。

## 出演作品

### 映画
- 親切なクムジャさん（2005年） - 警察 役
- 1942 奇談（2007年） - 日本軍 役
- 私は幸せです（2008年） - バーテンダー 役
- 仁寺洞スキャンダル 〜神の手を持つ男〜（2009年） - ルームサロンのマネージャー 役
- シークレット（2009年） - 帽子の男 役
- 春香秘伝 The Servant（2010年） - モンリョンの隣の男 役
- 悪魔を見た（2010年） - 刑事 役
- ミッドナイトFM（2010年） - オム刑事 役
- 教授とわたし、そして映画 キング・オブ・キス（2010年） - 同級生 役
- 恋は命がけ（2011年） - マジック番組のプロデューサー 役
- S.I.T.特命殺人捜査班（2011年） - 痩せたオンバク 役
- 棘（2012年） - クォン・ユノ 役
- ホラー・ストーリーズ（2012年） - 宅配業者 役
- ある母の復讐（2013年） - 警察 役
- シークレット・ミッション（2013年） - ファン・ジェオ 役
- 同窓生（2013年） - ヤンキー 役
- イントゥギ（2013年） - テシク 役
- 情愛中毒（2014年） - キム・ジュニ 役
- チャイナタウン（2015年） - ウゴン 役
- 国選弁護人 ユン・ジンウォン（2015年） - イ・スンジュン 役
- ベテラン（2015年）
- 密偵（2016年） - ハシモト 役
- 隠された時間（2016年） - テシク 役
- タクシー運転手 約束は海を越えて（2017年） - パク・ソンハク 役
- 大人図鑑（2018年） - ファン・ジェミン 役
- 安市城 グレート・バトル（2018年） - パソ 役
- 私のボクサー（2019年） - ビョング 役
- 楽園の夜（2021年） - パク・テグ 役
- THE WITCH/魔女 -増殖-（2022年） - 通行人 役
- コンクリート・ユートピア（2023年） - ホームレス 役
- クモの巣（2023年） - イケメンスター　オム・テグ 役

### ドラマ
- 華麗なる遺産（2009年、SBS） - 文句を言う客 役
- ザ・スリングショット〜男の物語（2009年、KBS2） - 警察 役
- タムナ 〜Love the Island〜（2009年、MBC） - チョン・ジヨン (青年期) 役
- 赤と黒（2010年、SBS） - キム・ヒョンシク 役
- 赤道の男（2012年、KBS2） - サラ金業者 役
- 感激時代～闘神の誕生（2014年、KBS2） - ドック 役
- イニョプの道（2014年、JTBC） - チボク 役
- 約束の地〜SAVE ME〜（2019年、OCN） - キム・ミンチョル 役
- ホームタウン -消される過去-（2021年、tvN） - チョ・ギョンホ 役
- Dr. ブレイン（2021年、Apple TV+） - イ・テグ 役
- 遊んでくれる彼女（2024年、JTBC） - ソ・ジファン 役
- 照明店の客人たち（2024年、Disney+） - ヒョンミン 役